# Кулункун
Кулункун — село в Эхирит-Булагатском районе Иркутской области России. Входит в состав Кулункунского муниципального образования.

## География
Деревня находится на расстоянии примерно 7 км к северо-западу от посёлка Усть-Ордынский, административного центра района.

## Население
| 2002 | 2010 | 2011 | 2012 |
| ---- | ---- | ---- | ---- |
| 324  | ↗330 | ↘329 | ↘327 |

### Половой состав
По данным Всероссийской переписи 2020 года, в селе проживало 170 мужчин и 160 женщин.